# Man'yōgana

Sviluppo degli hiragana a partire dai man'yōgana.

Katakana ed i loro equivalenti man'yōgana (i segmenti di man'yōgana adattati in katakana sono in .)

I man'yōgana (万葉仮名?) sono dei sinogrammi derivati dai kanji. Essi sono l'antica forma dei kana giapponesi e sono apparsi durante il Periodo Nara (710-794).
Il termine man'yōgana proviene dal Man'yōshū, cioè raccolta di diecimila foglie, (万葉集?), una antologia poetica dell'era Nara scritta, ella stessa, completamente in caratteri man'yōgana.
Il principio fondamentale dei man'yōgana è stato di utilizzare i kanji semplicemente per il loro valore fonografico, cioè senza considerare il loro significato, ma utilizzandoli solo per il loro suono.
Risulta che parecchi kanji distinti potessero essere utilizzati per produrre lo stesso suono, e, in pratica, i letterati utilizzavano sovente le associazioni dei kanji più semplici. I kanji utilizzati per i man'yōgana hanno portato ai katakana ed agli hiragana. Gli hiragana sono in effetti dei man'yōgana scritti in corsivo mentre i katakana sono originati da elementi estratti dai man'yōgana.
Questi sillabari sono stati sviluppati da dei monaci buddhisti allo scopo di facilitare l'apprendimento della scrittura.
In certi casi, però, un hiragana ed un katakana aventi la stessa pronuncia, derivano da due man'yōgana differenti. Per esempio, lo hiragana る, ru, è derivato dal man'yōgana 留, mentre il katakana ル, ru, proviene dal man'yōgana 流.
Lo studio dei man'yōgana mostra che possono rappresentare più suoni che gli hiragana ed i katakana, a ragione delle 8 vocali contro le 5 attualmente in vigore.
Il ricorso a molteplici kanji per un'unica sillaba ha comunque fatto nascere gli hentaigana (変体仮名), scrittura alternativa agli hiragana. Tuttavia, gli hentaigana sono stati ufficialmente abbandonati nel 1900.
Attualmente, i man'yōgana appaiono ancora in certi dialetti regionali. Inoltre, è ancora possibile incontrare degli ateji (当て字?), fenomeno comparabile ai man'yōgana poiché si tratta dell'utilizzo dei kanji per il loro valore fonetico (per esempio 倶楽部 per kurabu, ovvero "club").